# Marian Broda
Marian Broda (ur. 11 grudnia 1954 w Zgierzu) – polski historyk filozofii, historyk idei, socjolog, profesor Uniwersytetu Łódzkiego. Prowadzi badania nad rosyjską filozofią, myślą religijną, społeczną, ideologiczną i polityczną, w szczególności nad podejmowanymi od wieków przez myślicieli rosyjskich próbami rozpoznania własnej tożsamości wspólnotowej, wyznaczonymi przez imperatyw „zrozumienia Rosji”; nad rosyjską mentalnością oraz tradycją intelektualno-kulturową i systemem społeczno-politycznym Rosji, a także nad uwikłaniami (nie)współczesnej świadomości społecznej w archaiczne struktury mentalne i kategorie mitu.

## Życiorys
Absolwent I Liceum Ogólnokształcącego im. Stanisława Staszica w Zgierzu. W 1978 ukończył na Uniwersytecie Łódzkim studia magisterskie na kierunku socjologia; studiował również filozofię (absolutorium w 1984) Od 1978 zatrudniony jako pracownik naukowo-dydaktyczny w Instytucie Filozofii na Wydziale Filozoficzno-Historycznym Uniwersytetu Łódzkiego, a od 2001 na Wydziale Studiów Międzynarodowych i Politologicznych Uniwersytetu Łódzkiego, w Katedrze Badań Wschodu, a następnie w Katedrze Europy Środkowej i Wschodniej oraz w Katedrze Teorii i Historii Stosunków Międzynarodowych. Od 1 października 2020 profesor emerytowany.

## Działalność naukowa
Doktorat uzyskał na Wydziale Filozoficzno-Historycznym UŁ na podstawie napisanej pod kierunkiem Wiesława Gromczyńskiego rozprawy Wspólnota światopoglądowa narodnictwa rosyjskiego. U podstaw narodnickiego porządku sensu (1987). Habilitował się, przedstawiając dysertację Historia i eschatologia. Studia nad myślą Konstantego Leontjewa i „zagadką Rosji”, kolokwium habilitacyjne na Wydziale Filozoficzno-Historycznym UŁ (2002). Profesor tytularny nauk humanistycznych od 19 lutego 2014.
Członek Polskiego Towarzystwa Filozoficznego, Polskiego Towarzystwa Nauk Politycznych, Polskiego Towarzystwa Studiów Międzynarodowych, Polskiego Towarzystwa Studiów Europejskich, a także International Dostoevsky Society oraz Obszczestwiennogo Fonda Konstantina Leontjewa. Wśród wypromowanych przez niego doktorów znalazła się m.in.: Olga Nadskakuła-Kaczmarczyk (2010).
W 2001 został zwycięzcą pierwszej edycji ogólnopolskiego plebiscytu wykładowców „Extra Gość Roku”, organizowanego przez „Dlaczego. Tygodnik Studencki”.
W 2007 opublikowano w Moskwie monografię, autorstwa profesora Białoruskiej Akademii Nauk Ilji Lewiasza, Russkije woprosy o Rossii (diskurs s Marianom Brodoj), poświęconą analizie jego prac badawczych, autorstwa I. Lewiasza, prof. Białoruskiej Akademii Nauk.
Od 2017 członek Międzynarodowej Rady Redakcyjnej „Issledowatielskogo Żurnała Russkogo Jazyka i Litieratury (Wiertnik IARJaŁ)”, pierwszego rosyjskojęzycznego czasopisma naukowego wydawanego w Iranie na Uniwersytecie Teherańskim.

## Zainteresowania naukowe
- rosyjska filozofia i myśl religijna, społeczna i polityczna,
- mentalność i tradycja kulturowa Rosjan,
- uwikłania współczesnej świadomości społeczno-politycznej w archaiczne struktury mentalne i kategorie mitu[1].

## Publikacje
Monografie
- Najtrudniejsze z rosyjskich wyzwań? Zagadka Leontjewa i Rosja, Łódź 1994 (wyd. II uzup. 1995).
- Poniat’ Rossiju?, Moskwa 1998.
- Problemy s Leontjewym, Moskwa 2001.
- Historia i eschatologia. Studia nad myślą Konstantego Leontjewa i „zagadką Rosji”, Łódź 2001.
- Narodnickie ambiwalencje. Między apoteozą ludu a terrorem, Łódź 2003.
- Russkije woprosy o Rossii, Moskwa 2005.
- Mentalność, tradycja i bolszewickie doświadczenie Rosji, Łódź 2007.
- „Zrozumieć Rosję”? O rosyjskiej zagadce-tajemnicy, Łódź 2011.
- Jurija Afanasjewa zmagania z Rosją, Łódź 2015.
- Głos Rosyjskiej Prawdy… „Zrozumieć Dostojewskiego” – rozumieć Rosję?, Łódź 2018 (wersja elektroniczna publikacji dostępna w Repozytorium Uniwersytetu Łódzkiego[5]).
- Pytać o Putina – pytać o Rosję, Łódź 2020[2].

Ponad 150 publikacji: artykułów w czasopismach naukowych („Studies in East European Thought”, „Woprosy fiłosofii”, „Open Journal od Philosophy”, „Journal of Literature and Arts Studies”, „Limes. Cultural Regionalistes”, „Eastern Review”, „Issledowatielskij Żurnał Russkogo Jazyka i Litieratury”, „Łabirint”, „”Fiłosoficzeskije Pisma. Russko-jewropiejskij dijałog”, „Studia Filozoficzne”, „Ruch Filozoficzny”, „Przegląd Filozoficzny”, „Edukacja Filozoficzna”, „Przegląd Filozoficzno-Literacki”, „Przegląd Polityczny”, „Międzynarodowy Przegląd Polityczny” i in.), a także części monografii, opracowań redakcyjnych, recenzji, haseł słownikowych i leksykonowych, materiałów konferencyjnych etc., opublikowanych m.in. w Polsce, Rosji, Niemczech, Włoszech, Hiszpanii, Bułgarii, USA, Iranie, na Litwie, Ukrainie i Białorusi.